# قرار مجلس الأمن التابع للأمم المتحدة رقم 811
قرار مجلس الأمن التابع للأمم المتحدة رقم 811، المتخذ بالإجماع في 12 آذار / مارس 1993، بعد إعادة تأكيد القرارات 696 (1991)، 747 (1992)، 785 (1992)، 793 (1992) و804 (1993)، أعرب المجلس عن قلقه إزاء القتال الأخير وأدان انتهاكات اتفاق السلام في أنغولا من قبل يونيتا، بما في ذلك رفضها لنتائج الانتخابات والمفاوضات بالإضافة إلى استئنافها للأعمال العدائية.
وطالب القرار يونيتا بقبول نتائج الانتخابات وأن تقدم هي وحكومة أنغولا أدلة على أنها، ولا سيما يونيتا، قد نفذت «اتفاق السلام» بحلول 30 آذار / مارس 1993. وطالب بوقف إطلاق النار في عموم البلاد والدخول في حوار، مؤكداً أن المجلس سيحمّل المسؤولية لأي طرف يرفض المشاركة في مثل هذا الحوار.
ثم أدان المجلس الاعتداءات اللفظية والجسدية على مارغريت أنستي، الممثلة الخاصة للأمين العام بطرس بطرس غالي، وبعثة الأمم المتحدة الثانية للتحقق في أنغولا، بما في ذلك اختطاف أحد أعضاء بعثة الأمم المتحدة الثانية للتحقق في أنغولا في مقاطعة كابيندا، مطالباَ جميع الأطراف بضمان سلامة جميع موظفي الأمم المتحدة.
ودعا القرار بطرس غالي إلى تنظيم اجتماع على أعلى مستوى بين الطرفين قبل 30 نيسان / أبريل 1993، والنظر في مستقبل الأمم المتحدة في أنغولا ككل. واختتم بدعوة جميع وكالات الأمم المتحدة والدول الأعضاء والمنظمات الإنسانية الدولية إلى تقديم المساعدة الاقتصادية والمادية والفنية بالإضافة إلى المساعدات الإنسانية للسكان المدنيين. تمت إضافة هذا البند إلى القرار بعد مخاوف بشأن الوضع الإنساني في أنغولا من قبل مارغريت أنستي.

## روابط خارجية
- نص القرار في undocs.org